# 狹盤龍屬
狹盤龍屬（屬名：Stenopelix）又名細盤龍，意為“狹窄的骨盆”，是小型鳥臀目恐龍的一屬，生存於早白堊紀的德國。狹盤龍是原始厚頭龍類恐龍，生存於白堊紀的巴列姆階。狹盤龍的標本缺少頭顱骨，牠的分類是基於臀部特徵。
狹盤龍的分類過去曾有過爭議。牠們最初根據恥骨與髖臼不連接，以及堅固的尾部肋骨，而被歸類於厚頭龍類。後來發現恥骨與髖臼連接，而尾部肋骨其實是薦骨部位的肋骨。狹盤龍的彎曲坐骨、缺少閉孔（Obturator foramen），這是其他厚頭龍類沒有的特徵。
目前狹盤龍被認為屬於角龍亚目。